# カバンゲ・ムポポ
カバンゲ・ムポポ（Kabange Mupopo、1992年9月21日 - ）は、ザンビアのサッカー選手、中距離走を専門とする陸上競技選手。女子400mのザンビア国内記録保持者。
11歳の時、兄に影響を受けサッカーを始め、現在はグリーン・バファローズに所属している。また、サッカーザンビア女子代表のキャプテンも務めている。
2014年の春、400mを53秒44で走ったことから陸上競技選手となり、同年開催のコモンウェルスゲームに出場し、準決勝まで進出した。その後、2015年開催のアフリカ競技大会では金メダルを獲得した。2016年のリオデジャネイロオリンピックの女子400mにも初出場した。

## 主な戦績
| 年   | 大会                       | 開催地           | 種目         | 順位       | 記録   | 備考     |
| ---- | -------------------------- | ---------------- | ------------ | ---------- | ------ | -------- |
| 2014 | コモンウェルスゲーム       | グラスゴー       | 400m         | 準決勝敗退 | 53秒09 |          |
| 2014 | アフリカ陸上競技選手権大会 | マラケシュ       | 400m         | 準優勝     | 51秒21 | 国内記録 |
| 2015 | 世界陸上競技選手権大会     | 北京             | 400m         | 準決勝敗退 | 51秒93 |          |
| 2015 | アフリカ競技大会           | ブラザヴィル     | 400m         | 優勝       | 50秒22 | 国内記録 |
| 2015 | アフリカ競技大会           | ブラザヴィル     | 4×100mリレー | 5位        | 44秒97 | 国内記録 |
| 2016 | アフリカ陸上競技選手権大会 | ダーバン         | 400m         | 優勝       | 51秒56 |          |
| 2016 | オリンピック               | リオデジャネイロ | 400m         | 準決勝敗退 | 52秒04 |          |
| 2017 | 世界陸上競技選手権大会     | ロンドン         | 400m         | 7位        | 51秒15 |          |

## 記録
| 種目   | 記録   | 年月日        | 場所           | 備考     |
| ------ | ------ | ------------- | -------------- | -------- |
| 100m   | 11秒57 | 2016年5月28日 | ヴァインハイム |          |
| 200m   | 23秒03 | 2017年4月8日  | ルサカ         |          |
| 400m   | 50秒22 | 2015年9月15日 | ブラザヴィル   | 国内記録 |
| 砲丸投 | 10.99m | 2022年1月22日 | ルサカ         |          |